# Diego Venini
Diego Venini (ur. 4 października 1889 w Fiumelatte, Varenna, zm. 20 lipca 1981 w Mediolanie) – włoski biskup katolicki, tytularny arcybiskup Adany, jałmużnik papieski za pontyfikatów Piusa XII, Jana XXIII i Pawła VI w latach 1951–1968.

## Życiorys
Venini ukończył seminarium arcybiskupie w Mediolanie. Święceń kapłańskich udzielił mu 6 lipca 1913 bł. kard. Andrea Ferrari. Po śmierci abpa Giuseppe Migone w 1951 Venini wybrany został na urząd jałmużnika papieskiego. Sakry biskupiej udzielił mu w bazylice watykańskiej 4 lutego 1951 kard. Eugène Tisserant. Jako współkonsekrator uczestniczył w konsekracjach 19 biskupów. Wziął udział we wszystkich sesjach soboru watykańskiego II. Na urzędzie jałmużnika zastąpił go w 1968 Antonio Maria Travia. Abp Venini zmarł w wieku 92 lat w Mediolanie 20 lipca 1981. Został pochowany w kościele parafialnym w Fiumelatte di Varenna.